# Сесіль Френк Пауелл
Сесіль Френк Пауелл (англ. Cecil Frank Powell; 5 грудня 1903, Тонбрідж, Велика Британія — 9 серпня 1969, Белано, Італія) — англійський фізик, лауреат Нобелівської премії з фізики в 1950 р. «За розробку фотографічного методу дослідження ядерних процесів і відкриття мезонів, здійснених за допомогою цього методу».
В результаті експериментальної роботи Пауелла було відкрито пі-мезон — важку субатомну частинку. Співробітниками Пауелла були Джузеппе Оккіаліні, Х. Мюрхед і молодий бразильський фізик Чезаре Латтес. Пі-мезон виявився передвіщеною в 1935 р. Хідекі Юкавою часткою, відповідальною за перенесення сильної взаємодії в теорії атомного ядра, розробленої Юкава. Крім Нобелівської премії Пауелл був нагороджений медаллю імені Ломоносова. Також він був одним з підписавших у 1955 р. Маніфест Рассела-Ейнштейна.
В 2024 році у віці 98 років британка Розмарі Фаулер отримала визнання за своє новаторське відкриття, зроблене ще у 1948 році. Британська вчена здійснила прорив у фізиці частинок, виявивши частинку каон під час своєї докторської роботи в Університеті Бристоля. Це відкриття не лише сприяло отриманню Нобелівської премії її керівником Сесілом Пауеллом, але й революціонізувало розуміння субатомних частинок.